# Gauleiter

Insegna del Gauleiter

Un Gauleiter era il capo di una sezione locale dell'NSDAP (più comunemente noto come Partito Nazista), oppure il capo di un Reichsgau (una suddivisione amministrativa dello Stato). La parola tedesca Leiter significa "capo", mentre Gau significa "regione".
Gli unici Reichsgaue erano le regioni dell'Austria, i Sudeti, il Wartheland, e Danzica-Prussia Occidentale, territori annessi alla Germania a partire dal 1938. Il resto del Reich rimaneva diviso amministrativamente in Länder.
Il termine stava anche ad indicare, in modo ironico, un capo di Stato o di governo totalmente asservito al Terzo Reich: nel 1939, durante uno dei loro colloqui, Vittorio Emanuele III irritò Benito Mussolini dicendogli che – secondo quanto gli aveva riferito il nobile tedesco Corrado di Baviera – in Germania era definito il "Gauleiter per l'Italia".

## Lista dei Gau e dei Gauleiter
| Nr. | Gau                                                                           | Capoluogo                     | Gauleiter |
| 01  | Baden                                                                         | Karlsruhe                     | Robert Heinrich Wagner (1925-1945)                                                                                               |
| 02  | Baviera Orientale                                                             | Bayreuth                      | Gregor Strasser (1925-1929) Hans Schemm (1929-1935) Fritz Wächtler (1935-1945)                                                   |
| 03  | Berlino                                                                       | Berlino                       | Ernst Schlange (1925-1926); Joseph Goebbels (1926-1945)                                                                          |
| 04  | Danzica-Prussia Occidentale                                                   | Danzica                       | Hans Albert Hohnfeldt (1926-1928); Walter Maass (1928-1930); Albert Forster (1930-1945)                                          |
| 05  | Düsseldorf                                                                    | Düsseldorf                    | Friedrich Karl Florian (1930-1945)                                                                                               |
| 06  | Essen                                                                         | Essen                         | Josef Terboven (1928-1945) |
| 07  | Franconia                                                                     | Norimberga                    | Julius Streicher (1925-1940); Hans Zimmermann (1940-1941); Karl Holz (1941-1945)                                                 |
| 08  | Halle-Merseburg                                                               | Halle a. S.                   | Walter Ernst (1926-1927); Paul Hinkler (1927-1930); Rudolf Jordan (1930-1937); Joachim Albrecht Leo Eggeling (1937-1945)         |
| 09  | Amburgo                                                                       | Amburgo                       | Joseph Klant (1925-1926); Albert Krebs (1926-1928); Hinrich Lohse (1928-1929); Karl Kaufmann (1929-1945)                         |
| 10  | Hessen-Nassau                                                                 | Francoforte sul Meno          | Jakob Sprenger (1933-1945) |
| 11  | Carinzia                                                                      | Klagenfurt                    | Peter Feistritzner (1936-1938); Hubert Klausner (1938-1940); Franz Kutschera (1940-1941); Friedrich Rainer (1941-1945)           |
| 12  | Colonia-Aquisgrana                                                            | Colonia                       | Joseph Grohé (1931-1945) |
| 13  | Kurhessen                                                                     | Kassel                        | Walter Schultz (1926-1927); Karl Weinrich (1927-1943); Karl Gerland (1943-1945)                                                  |
| 14  | Magdeburgo-Anhalt                                                             | Dessau                        | Paul Hofmann (1927-1933); Wilhelm Friedrich Loeper (1933-1935); Joachim Albrecht Eggeling (1935-1937); Rudolf Jordan (1937-1945) |
| 15  | Mainfranken                                                                   | Würzburg                      | Otto Hellmuth (1928-1945) |
| 16  | Marca del Brandenburgo                                                        | Berlino                       | Wilhelm Kube (1933-1936); Emil Stürtz (1939-1945)                                                                                |
| 17  | Meclemburgo                                                                   | Schwerin                      | Friedrich Hildebrandt (1925-1930); Herbert Albrecht (1930-1931); Friedrich Hildebrandt (1931-1945)                               |
| 18  | Moselland                                                                     | Coblenza                      | Gustav Simon (1931-1945) |
| 19  | Monaco-Alta Baviera                                                           | Monaco di Baviera             | Adolf Wagner (1928-1942); Paul Giesler (1942-1945)                                                                               |
| 20  | Bassa Austria                                                                 | Krems an der Donau            | Roman Jäger (1938-1938); Hugo Jury (1938-1945)                                                                                   |
| 21  | Niederschlesien                                                               | Breslavia                     | Karl Hanke (1940-1945) |
| 22  | Alta Austria                                                                  | Linz                          | August Eigruber (1938-1945) |
| 23  | Alta Slesia                                                                   | Kattowitz                     | Josef Wagner (1935-1941); Fritz Bracht (1941-1945)                                                                               |
| 24  | Est-Hannover                                                                  | Lüneburg                      | Otto Telschow (1925-1945) |
| 25  | Prussia Orientale                                                             | Königsberg (Pr)               | Bruno Gustav Scherwitz (1925-1928); Erich Koch (1928-1945)                                                                       |
| 26  | Pomerania                                                                     | Stettino                      | Theodor Vahlen (1925-1927); Walter von Corswant (1927-1931); Wilhelm Karpenstein (1931-1934); Franz Schwede-Coburg (1934-1945)   |
| 27  | Sassonia                                                                      | Dresda                        | Martin Mutschmann (1926-1945) |
| 28  | Salisburgo                                                                    | Salisburgo                    | Friedrich Rainer (1939-1941); Gustav Adolf Scheel (1941-1945)                                                                    |
| 29  | Schleswig-Holstein                                                            | Kiel                          | Hinrich Lohse (1925-1945) |
| 30  | Svevia                                                                        | Augsburg                      | Karl Wahl (1928-1945) |
| 31  | Stiria                                                                        | Graz                          | Sepp Helfrich (1934-1939); Siegfried Uiberreither (1939-1945)                                                                    |
| 32  | Sudetenland                                                                   | Reichenberg                   | Konrad Henlein (1939-1945) |
| 33  | Sud-Hannover-Braunschweig                                                     | Hannover                      | Bernhard Rust (1928-1940); Hartmann Lauterbach (1940-1945)                                                                       |
| 34  | Turingia                                                                      | Weimar                        | Artur Dinter (1925-1927); Fritz Sauckel (1927-1945)                                                                              |
| 35  | Tirolo-Vorarlberg (dal 1943 anche con l'attuale regione Trentino-Alto Adige*) | Innsbruck (dal 1943 Bolzano*) | Franz Hofer (1932-1945) |
| 36  | Wartheland                                                                    | Poznań                        | Arthur Karl Greiser (1939-1945)                                                                                                  |
| 37  | Weser-Ems                                                                     | Oldenburg                     | Karl Röver (1929-1942); Paul Wegener (1942-1945)                                                                                 |
| 38  | Westfalia-Nord                                                                | Münster                       | Gustav Alfred Julius Meyer (1932-1945)                                                                                           |
| 39  | Westfalia-Sud                                                                 | Bochum                        | Josef Wagner (1932-1941); Paul Giesler (1941-1943) Albert Hoffmann (1943-1945)                                                   |
| 40  | Westmark                                                                      | Neustadt an der Weinstraße    | Josef Bürzel (1935-1944); Willi Stöhr (1944-1945)                                                                                |
| 41  | Vienna                                                                        | Vienna                        | Odilo Globočnik (1938-1939); Josef Bürckel (1939-1940); Baldur von Schirach (1940-1945)                                          |
| 42  | Württemberg-Hohenzollern                                                      | Stoccarda                     | Eugen Munder (1925-1928); Wilhelm Murr (1928-1945)                                                                               |
| 43  | Auslandsorganisation                                                          | Berlino                       | Hans Nieland (1930-1933); Ernst Wilhelm Bohle (1933-1945)                                                                        |